# Форххайм
Фо́рххайм (нем. Forchheim) — город в Германии, районный центр, расположен в земле Бавария.
Подчинён административному округу Верхняя Франкония. Входит в состав района Форххайм. Население составляет 30396 человек (на 31 декабря 2010 года). Занимает площадь 44,46 км². Официальный код — 09 4 74 126.

## История

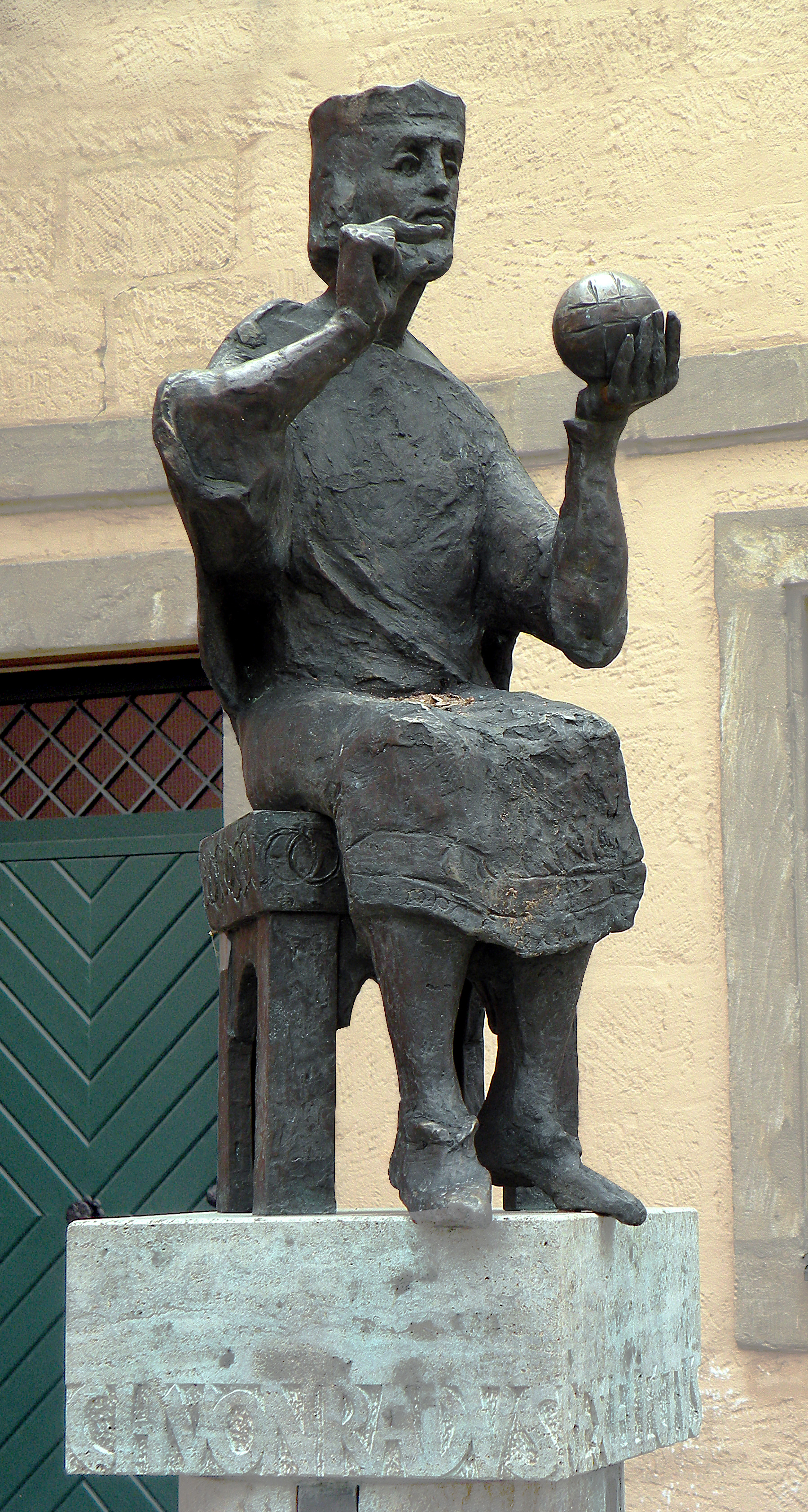
Памятник первому немецкому королю Конраду Первому

В городе во времена Меровингов и Каролингов находился королевский двор.
Первое датированное упоминание о городе относится к 805 году, когда в одном из капитуляриев он был упомянут как важный торговый пункт на  торговом пути. Здесь в 856, 858, 872 и 874 годах проживал Людовик II Немецкий и в 878 и 880 — Людовик III Младший. 
В 887 году здесь был выбран королём Арнульф Каринтийский, который посещал свою резиденцию в 889, 892 и 896 годах. Королём был выбран здесь и Людовик IV Дитя, останавливавшийся здесь в 900, 903, 904, 907, 908 и 910 годах.
В 911 году в Форххайме был избран первый король Германии Конрад I, проживавший в находившейся здесь резиденцию в 914 и 918 годах.
Оттон Великий посетил город в 961 году, а в 976 — Оттон III
Генрих II — единственный немецкий король, признанный святым, подарил город вновь организованному епископству в Бамберге.

## Население

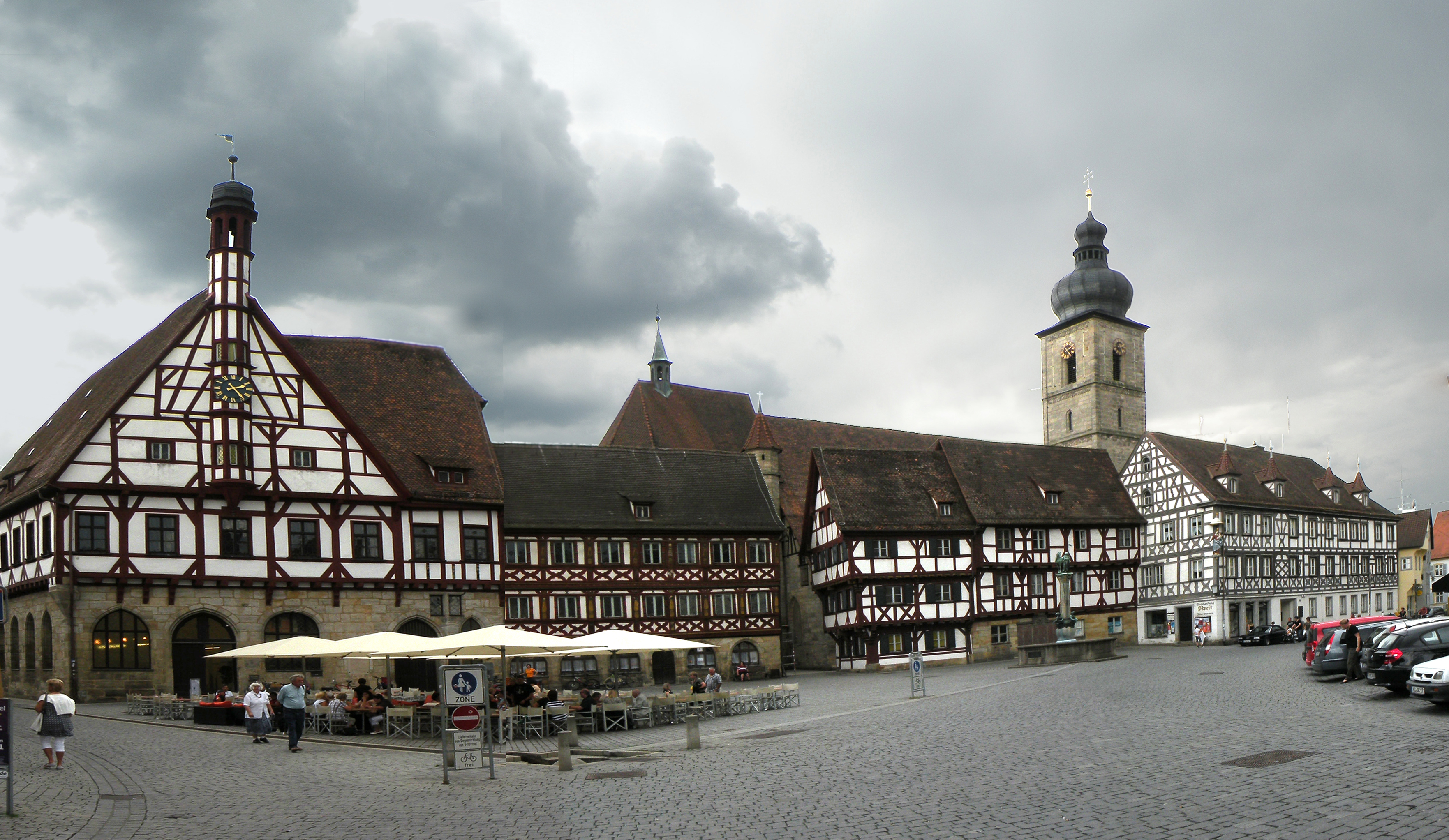
Марктплатц. Ратуша и церковь Св.Мартина

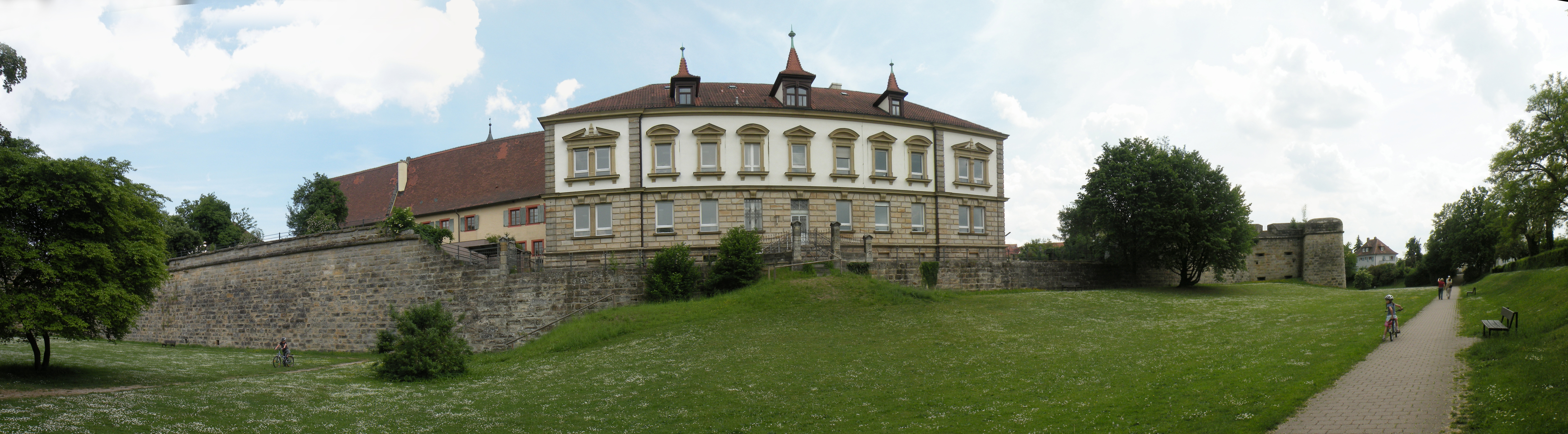
Городская стена

По оценке на 31 декабря 2015 года население общины Форххайм составляет 31 651 чел. 

| Дата      | 1840 | 1871 | 1900 | 1925  | 1939  | 1950  | 1961  | 1970  | 1987  | 2011  |
| --------- | ---- | ---- | ---- | ----- | ----- | ----- | ----- | ----- | ----- | ----- |
| Население | 4794 | 5481 | 9855 | 12107 | 13883 | 20610 | 25742 | 27883 | 28596 | 30329 |

| Год       | 1960  | 1970  | 1980  | 1990  | 2000  | 2009  | 2010  | 2011  | 2012  | 2013  | 2014  | 2015  |
| --------- | ----- | ----- | ----- | ----- | ----- | ----- | ----- | ----- | ----- | ----- | ----- | ----- |
| Население | 25489 | 27969 | 29021 | 29872 | 30665 | 30452 | 30396 | 30434 | 30621 | 30705 | 31139 | 31651 |